# Noordend (Leeuwarden)
Noordend (Fries: Noardein) is een buurtschap annex gehucht in de gemeente Leeuwarden, in de Nederlandse provincie Friesland. De plaats ligt tussen Roordahuizum en Wijtgaard in het dorpsgebied van Wijtgaard aan de weg het Noardein.
Ten noorden van Noordend lag de buurtschap Baardburen en ten westen liggen de streken Weiwiske en De Lape. Hier liggen de boerderijen Grutte en Lytse Weiwiske, en Lape en Lytse Lape.

## Terp en geschiedenis
Bij Noordend lagen een aantal huisterpen. Een daarvan  dateert uit de 12e of 13e eeuw en was mogelijk een stinswier, een terp met een verstevigd stenen huis. De terp is een rijksmonument.
De buurtschap werd in 1664 en 1718 vermeld als Noord End en in 1861 als Noordeind. Die laatste spelling komt net als Noordeinde als moderne spellingvarianten nog wel voor. De plaatsnaam verwijst waarschijnlijk naar de ligging ten noorden van het riviertje De Jokke, wat de grens met Roordahuizum vormde.
Voor de gemeentelijke herindelingen in 1944 behoorde het tot de gemeente Leeuwarderadeel.
Steden, dorpen en gehuchten: Aegum · Baard · Beers · Britsum · Cornjum · Finkum · Friens · Goutum · Grouw · Hempens · Hijlaard · Hijum · Huins · Idaard · Irnsum · Jellum · Jelsum · Jorwerd · Leeuwarden · Lekkum · Lions · Mantgum · Miedum · Oosterlittens · Oude Leije · Roordahuizum · Snakkerburen · Stiens · Swichum · Teerns · Warstiens · Wartena · Warga · Weidum · Wirdum · Wytgaard

Buurtschappen: Abbengawier · Angwier · Baardburen · Bartlehiem (deels) · Barrahuis · De Hem · Domwier · Fons · Groote Bontekoe · Gotum · Hezens · Horne · Hofland · Hoptille · Marwird · Midsburen · Naarderburen · Noordend · Oude Schouw (deels) · Rewerd (deels) · Schillaard · Schrins · Tichelwerk · Tjaard · Tjeintgum · Truurd · Tsienzerburen · Vensterburen · Vierhuis · Wammerd · Wiel · Wieuwens · Wilaard · Zuiderend

Voormalige buurtschappen: De Drie Romers · Hoek · Zuiderburen

Friesland: Steden en dorpen      Nederland: Provincies · Gemeenten